# قوشرلر (جرجر)
قوشرلر (بالكردية: Nîrîn‏) (بالتركية: Koşarlar)‏ هي قرية كرديّة تتبع إداريّاً لمديرية جرجر في محافظة أديامان التركية، بلغ عدد سكانها 193 نسمة في عام 2021.